# Masters of the Universe
Masters of Universe (também conhecida como He-Man and the Masters of Universe ou simplesmente He-Man; e comumente abreviado MotU) é uma franquia de mídia criada pela Mattel. A premissa principal gira em torno do conflito entre o heroico He-Man, o nome real Príncipe Adam e o malvado Esqueleto (Masters of the Universe) no planeta Eternia, com uma vasta gama de personagens de apoio em um cenário híbrido de espada e feitiçaria e ficção científica. Mais tarde spin-offs, especialmente She-Ra, Princess Of Power, também apresentou a irmã She-Ra e sua luta contra a Horda do Mal, junto com outros planetas / configurações; No entanto, a premissa principal geralmente permaneceu a mesma. Desde o seu lançamento inicial, a franquia gerou uma variedade de produtos, incluindo seis linhas de action figure, quatro séries de televisão animadas, várias séries de quadrinhos, uma tira de jornal e um longa-metragem live-action.

## Origem da franquia
Em 1976, o CEO da Mattel, Ray Wagner, recusou um acordo para produzir uma linha de action figures com base nos personagens do filme Star Wars de George Lucas. Após o sucesso comercial da trilogia de George Lucas e sua mercadoria relacionada durante os próximos anos, a Mattel lançou vários brinquedos de sucesso que não conseguiram capturaram a imaginação do público ou influenciaram significativamente o mercado de brinquedos.
O designer de brinquedos, Mark Taylor, explicou que o design original de He-Man foi feito em uma série de esboços enquanto trabalhava para a Mattel foi inspirado por homens Cro-Magnon e viquingues. Além disso, seu design original de Beast Man foi rejeitado pela Mattel por se parecer muito com Chewbacca.
Na corrida para projetar a próxima figura de ação, um designer da Mattel, Roger Sweet (um designer principal trabalhando no Departamento de Design Preliminar da Mattel durante grande parte da década de 1970 e 1980) percebeu que a simplicidade era a chave para o sucesso. De acordo com seu livro Mastering the Universe: He-Man and the Rise and Fall of a Billion-Dollar Idea de 2005, Sweet sabia que, se ele desse algo de marketing, poderia ganhar 90% da batalha.
| “ | A única maneira de ter uma chance de vender isso [para Wagner] era fazer três grandes modelos 3D. Eu coloquei uma figura de Big Jim [de outra linha de brinquedo Mattel] em uma pose de ação de batalha e adicionei muita argila ao seu corpo. Em seguida, eu usei moldes de gesso. Esses três protótipos, que eu apresentei no final de 1980, levaram He-Man à existência. Eu simplesmente expliquei que esta era uma figura poderosa que poderia ser levada em qualquer lugar e em qualquer contexto porque ele tinha um nome genérico: He-Man!" | ” |

Originalmente, He-Man foi apresentado aos executivos da Mattel não como desenhos e modelos de cera, mas sob a forma do Trio He-Man: três modelos protótipos tridimensionais que descrevem He-Man como um bárbaro, um soldado e um homem do espaço. Dos três concepts, a versão bárbara foi escolhida para ser a base do action figure.  Expandindo ainda mais o tema bárbaro, Mattel contratou escritores de quadrinhos e artistas como Donald F. Glut e até os autores de Savage Sword of Conan Earl Norem e Alfredo Alcala para criar personagens adicionais, cartazes, caixas e mini-histórias que acompanhariam as figuras de ação.
Após o lançamento da série, os donos do personagem Conan, o Bárbaro processaram a Mattel acusando de incorporação indevida, já que  a empresa tinha assinado um acordo de licenciamento para fabricar bonecos do Conan junto do filme lançado em 1982, mesmo ano que Masters of the Universe chegou às lojas. O processo foi eventualmente vencido pela Mattel, ao provarem que o desenvolvimento de sua linha de brinquedos começou anos antes do contato. Apesar disso, Conan tem influência visível na franquia, com Sweet admitindo inspiração nas pinturas do artista de fantasia Frank Frazetta, autor de muitas artes de Conan, ao criar He-Man.

## Séries de televisão

### He-Man and the Masters of the Universe
Para alavancar a venda dos bonecos da série, foi encomendada à Filmation Studios uma série de desenho animado baseada nos conceitos desenvolvidos pela Mattel. Assim, em 1983 foi lançada a série He-Man and the Masters of the Universe. A série utilizava a técnica de rotoscopia, assim como outros desenhos da Filmation (como Tarzan), em que os movimentos dos personagens eram desenhados sobre filmagens de atores. Quem assistiu às séries da Filmation podia ver semelhanças entre os movimentos dos personagens das séries.
A série teve duas temporadas de 65 episódios cada, de 1983 a 1985. Em 1985 a Filmation passou a trabalhar outra série para o público infantil feminino, She-Ra, a princesa do poder, que teve 93 episódios em duas temporadas. He-Man teve participação especial em diversos episódios da série She-Ra.

### She-Ra: Princess of Power
Em 1985 a Mattel decide diversificar e cria a linha "Princess of Power", criando a personagem She-Ra. A linha era composta quase que exclusivamente por personagens femininos.

### The New Adventures of He-Man
A série original foi seguida pela série de 1990, chamada de “As Novas Aventuras de He-Man”, na qual He-Man era transportado para o futuro, para um planeta chamado Primus. Esta série, apesar de 65 episódios, não fez sucesso como a original, e foi exibida nos EUA originalmente entre setembro a dezembro de 1990.

### He-Man and the Masters of the Universe (2002)
Em 2002, uma nova série, exibida no canal Cartoon Network, retomou os conceitos da série original, mas numa abordagem mais séria.

### She-Ra and the Princesses of Power
Em 12 de dezembro de 2017, a DreamWorks Animation e a Netflix anunciaram uma um reboot da série She-Ra: Princess of Power da década de 1980. A série é produzida pela premiada quadrinhista Noelle Stevenson (criadora de Nimona e Lumberjanes). A primeira temporada da série de treze episódios foi lançada na Netflix em 13 de novembro de 2018. A série DreamWorks apresenta um novo estilo de animação e histórias de fundo alternativas para muitos dos personagens, muitos dos quais são apresentados como mais jovens em idade e com uma composição mais diversificada do que na série Filmation anterior dos anos 80.

### Masters of the Universe: Revelation
Em agosto de 2019, Kevin Smith anunciou no Power Con de 2019 que ele e Netflix estariam desenvolvendo uma nova série intitulada Masters of the Universe Revelation, que seria uma sequência direta de He-Man and the Masters of the Universe.
Em 14 de fevereiro de 2020, o elenco completo de vozes foi confirmado, que inclui Mark Hamill dando a voz para Esqueleto, Chris Wood dando voz ao Príncipe Adam e He-Man, Sarah Michelle Gellar como Teela e Lena Headey como Maligna. A série apresenta muitos personagens nunca antes vistos em forma animada, como Scareglow, Blast-Attak, Andra e He-Ro; incorporando uma ampla gama de conhecimentos de Masters of the Universe ao longo de sua longa história e encarnações variadas. Os primeiros 5 episódios estrearam na Netflix em 23 de julho de 2021, com os 5 restantes sendo lançados em 23 de novembro de 2021. Em junho de 2022, durante a Geeked Week 2022 da Netflix, uma sequência da série intitulada Masters of the Universe: Revolution foi anunciada. Em março de 2023, foi anunciado que Melissa Benoist substituiria Geller como Teela em Revolution.

#### Dark Horse Comics (2021)
Dark Horse Comics lançou uma série de quadrinhos prequela da série animada Masters of the Universe Revelation na Netflix, com a primeira edição lançada em 7 de julho de 2021.

### Masters of the Universe (reboot em CGI de 2021)
Em dezembro de 2019, foi anunciado que a Netflix também desenvolverá uma nova série da franquia Masters of the Universe em animação digital com Rob David, que desenvolverá a série e também a produzirá com Adam Bonnett, Christopher Keenan, Jeff Matsuda e Susan Corbin. Bryan Q. Miller atuará como editor de histórias da série. Os serviços de animação estão sendo fornecidos pela House of Cool e CGCG.

## Filmes
Em 1987 foi lançado um filme baseado na série de brinquedos, com Dolph Lundgren no papel de He-Man.
Em 2007 foi anunciada a produção de um novo filme baseado nos personagens que deverá se chamar Grayskull: Masters of the Universe.

## Jogos
Várias adaptações de videogames da franquia foram lançadas. Masters of the Universe: The Power of He-Man foi lançado pela Intellivision para Atari 2600 e Intellivision em 1983. Dois jogos, Masters of the Universe: The Arcade Game e Masters of the Universe: The Super Adventure, foram desenvolvidos pela Adventure Soft e lançados pela  U.S. Gold para Amstrad CPC, BBC Micro, Commodore 64 e ZX Spectrum em 1987. um jogo baseado no filme, Masters of the Universe: The Movie, foi lançado pela Gremlin Graphics for Amstrad CPC, Commodore 64, MSX and ZX Spectrum in 1987.
Vários jogos de tabuleiro na década de 1980, em 1985, a editora FASA lançou um RPG de mesa, The Masters of the Universe Role Playing Game.